# Список найдовших мостів Росії
Список найдовших мостів Росії, містить перелік мостів довжина яких перевищує 1500 метрів.
| Місце | Довжина (м) | Назва моста                             | Дата відкриття | Місцезнаходження                            | Примітки | Зображення                                             |
| ----- | ----------- | --------------------------------------- | -------------- | ------------------------------------------- | --- | ------------------------------------------------------ |
| 1     | 5825        | Президентський міст                     | 2009           | Ульяновськ                                  | Офіційне відкриття першої черги відбулося 24 листопада 2009 року.                                                                         |                                                        |
| 2     | 4500        | Естакада Західного швидкісного діаметра | 2012           | Санкт-Петербург                             | Двохрівнева естакада |                                                        |
| 3     | 4362        | Міст через Амурський залив              | 2012           | Владивосток                                 | Низьководний міст через Амурський залив, що з'єднує півострів Де-Фріз и півострів Муравйова-Амурського                                    |                                                        |
| 4     | 3893        | Міст через Юрібей                       | 2009           | Ямало-Ненецький автономний округ            | Залізничний міст на лінії Обська — Бованенково. Найдовший міст за Північним полярним колом                                                | Файл:Мост через Юрибей.JPG                             |
| 5     | 3891        | Хабаровський міст                       | 1916           | Хабаровськ                                  | Хабаровський міст зображено на купюрі номіналом п'ять тисяч рублів білету Банку Росії                                                     |                                                        |
| 6     | 2804        | Саратовський міст                       | 1965           | Між містами Саратов и Енгельс               | На момент будівництва був найдовшим в Європі. На будівництві моста знімався художній фильм «Будується міст» (1965)                        |                                                        |
| 7     | 2570        | Великий Обуховський міст                | 2004           | Санкт-Петербург                             | Вантовий нерозвідний міст через Неву |                                                        |
| 8     | 2500        | Залізничний міст в Красній Поляні       | 2013           | Сочі                                        | |                                                        |
| 9     | 2351        | Саратовський міст (новий)               | 2000           | Саратов                                     | Міст скорочує шлях з Європи в Азію на 500 кілометрів                                                                                      |                                                        |
| 10    | 2255        | Темерницький міст                       | 2010           | Ростов-на-Дону                              | Найдовший міст через Дон |                                                        |
| 11    | 2208        | Старомацестинський віадук               | 2013           | Сочі                                        | |                                                        |
| 12    | 2145        | Метроміст через Об                      | 1986           | Новосибірськ                                | Критий міст. Найдовший метроміст в світі.                                                                                                 |                                                        |
| 13    | 2110        | Югорський міст                          | 2000           | ХМАО                                        | Висячий вантовий міст через річку Об |                                                        |
| 14    | 2097,5      | Бугринський міст                        | 2014           | Новосибірськ                                | Міст через річку Об |                                                        |
| 15    | 2089        | Імператорський міст                     | 1916           | Ульяновськ                                  | Спочатку будувався як залізничний |                                                        |
| 16    | 2010        | Югорський залізничний міст              | 1980           | ХМАО                                        | Міст через річку Об |                                                        |
| 17    | 1886        | Російський міст                         | 2012           | Владивосток                                 | Вантовий міст через пролив Східний Босфор на острів Російський , має найбільший в світі проліт серед вантових мостів довжиною 1104 метра. |                                                        |
| 18    | 1850        | Саратовський залізничний міст           | 1935           | Саратов                                     | |                                                        |
| 19    | 1800        | Північний міст                          | 1985           | Воронеж                                     | Двохповерховий міст. |                                                        |
| 20    | 1737        | Красавінський міст                      | 2005           | Перм                                        | |                                                        |
| 21    | 1646        | Кінешемський міст                       | 2003           | Кінешма                                     | |                                                        |
| 22    | 1635        | Другий естакадний міст                  | 2011           | Калінінград                                 | |                                                        |
| 23    | 1611        | Богучанський міст                       | 2011           | Красноярський край                          | Міст через Ангару |                                                        |
| 24    | 1615        | Академічний міст                        | 2007           | Іркутськ                                    | |                                                        |
| 25    | 1608        | Міст через Каму                         | 2002           | Біля села Сорочі гори, Республіка Татарстан | Офіційне відкриття першої черги відбулося 18 жовтня 2002 року. Будівництво другої черги ще продовжується.                                 | Файл:Мостовой переход через Каму движение по мосту.JPG |
| 26    | 1600        | Міст через Кольский залив               | 2005           | Мурманськ                                   | Чотирисмуговий автомобільний мостовий перехід через Кольську затоку                                                                       |                                                        |
| 27    | 1598        | Чусівський міст                         | 1996           | Перм                                        | |                                                        |